# Готье, Дэн
Дэниел Лестер (Дэн) Готье (англ. Daniel Lester «Dan» Gauthier; род. 2 декабря 1963, Прайнвилл, Орегон, США) — американский актер, известный ролью Кевина Бьюкенена в мыльной опере «Одна жизнь, чтобы жить», небольшими ролями Дика Хариссона в сериале «Беверли-Хиллз 90210» и Джеффа Бейлора в сериале «Мелроуз Плэйс». Также, играл эпизодические роли в сериалах «Остаться в живых», «Друзья» и «Сверхъестественное».

## Биография и карьера
Дэн Готье родился 2 декабря 1963 года в небольшом городе Прайнвилл, штат Орегон.
В возрасте 18 лет, Дэн Готье переехал в Калифорнию, где поступил на учебу в Университет штата в Сан-Диего, где также занимался легкой атлетикой. Позже, решил попробовать себя в качестве модели и переехал в Лос-Анджелес, чтобы там продолжить свое увлечение в профессии актера, так как его мать играла в театре в Орегоне.
Первой ролью Дэна Готье стала роль парня Келли в популярном тогда сериале «Женаты и с детьми», которого он играл на протяжении двух серий. В 1989 году он сыграл одну из главных ролей в фильме «Маленькая колдунья», а также ему досталась второстепенная роль в сериале «Срок службы», которую он играл с 1989 по 1990 год. После этого, последовали небольшие роли в других сериалах и фильмах, например, роль одного из парней Моники — Чипа Мэттьюза в ситкоме «Друзья» или роль Трэвиса в комедии «Зятек».
В 2002 году Дэн Готье попал в популярный телесериал «Одна жизнь, чтобы жить», где на протяжении восьми лет играл Кевина Бьюкенена. Этого же персонажа Дэн Готье сыграл в другом популярном телесериале «Все мои дети», что являлось кроссовером между этими двумя популярными мыльными операми.
Также, в 2007 году Дэн Готье попал в эпизод сериала «Сверхъестественное», где сыграл мужа главной героини серии. В 2009 году, в 9-м эпизоде 5-го сезона популярного сериала «Остаться в живых» он исполнил роль Питера Росса — второго пилота рейса 316. Помимо этого, попадал на эпизодические роли в такие сериалы как «Менталист» и «Мыслить как преступник».
С 2014 по 2016 год играл повторяющуюся роль в сериале «Фальсификация». Последней, на данный момент, ролью Дэна Готье является роль в ТВ фильме «С каждым вздохом».

## Личная жизнь
В 1987 году, на съемках фильма «Маленькая колдунья» познакомился с актрисой Лизой Фуллер, с которой и поженился в 1990 году. Также, вместе с ней имеет сына — Джеймса Коула Готье.

## Фильмография

### Роли в фильмах
| Год  | Название на русском                    | Оригинальное название              | Роль            |
| ---- | -------------------------------------- | ---------------------------------- | --------------- |
| 1989 | Маленькая колдунья                     | Teen Witch                         | Брэд Пауэлл     |
| 1993 | Зятек                                  | Son in Law                         | Трэвис          |
| 1995 | Нелегальный блюз                       | Illegal in Blue                    | Крис Морган     |
| 1995 | Чрезмерное насилие 2: Стенка на стенку | Excessive Force II: Force on Force | Фрэнсис Лайделл |
| 2009 | Не забывай меня                        | Forget Me Not                      | шериф Митчелл   |
| 2012 | Помощница на праздники                 | Help for the Holidays              | Скотт ВэнКамп   |
| 2023 | С каждым вздохом                       | Every Breath She Takes             | Кенни           |

### Роли в сериалах
| Год       | Название на русском                | Оригинальное название               | Роль                               | Примечание                                   |
| --------- | ---------------------------------- | ----------------------------------- | ---------------------------------- | -------------------------------------------- |
| 1954—1997 | Диснейленд                         | Disneyland                          | Брюс Манци                         | эпизод: Meet the Manceys                     |
| 1968—2012 | Одна жизнь, чтобы жить             | One Life to Live                    | Кевин Бьюкенен                     | Одна из главных ролей с 2002 по 2010 год     |
| 1970—2011 | Все мои дети                       | All My Childrens                    | Кевин Бьюкенен                     | 12 эпизодов                                  |
| 1984—1992 | Кто здесь босс?                    | Who is the Boss?                    | Пирс                               | эпизод: Selling Sam Short                    |
| 1987—1990 | Срок службы                        | Tour of Duty                        | лейтенант Джон МакКей              | Второстепенная роль                          |
| 1987—1991 | Джамп стрит, 21                    | 21 Jump Street                      | Майк Оглитри                       | эпизод: How Much Is That Body in the Window? |
| 1987—1994 | Звездный путь: Следующее поколение | Star Trek: The Next Generation      | Сэм Лэвилл                         | эпизод: Lower Decks                          |
| 1987—1997 | Женаты и с детьми                  | Married with Children               | парень Келли                       | 2 эпизода в 2-м сезоне                       |
| 1990—2000 | Беверли-Хиллз 90210                | Beverly Hills, 90210                | Дик Харрисон                       | 7 эпизодов в 7-м сезоне                      |
| 1991—1999 | Шелковые нити                      | Silk Stalkings                      | ДиДжей Мартин                      | эпизод: Squeeze Play                         |
| 1991—1996 | Сестры                             | Sisters                             | Кайл Паркс                         | 5 эпизодов в 4-м сезоне                      |
| 1992—1999 | Мелроуз Плэйс                      | Melrose Place                       | Джефф Бейлор                       | Второстепенная роль с 6-го по 7-й сезон      |
| 1994—1998 | Эллен                              | Ellen                               | Мэтт Лайстон                       | 6 серий в 3-м сезоне и 1 эпизод в 4-м сезоне |
| 1994—2004 | Друзья                             | Friends                             | Чип Мэттьюз                        | эпизод: The One with the Cat                 |
| 1995—2000 | Параллельные миры                  | Sliders                             | Джордж Стеллос                     | эпизод: The Prince of Slides                 |
| 1996—2001 | Детектив Нэш Бриджес               | Nash Bridges                        | Джаред Тейлор                      | эпизод: El Diablo                            |
| 1998—1999 | Лодка любви                        | Love Boat: The Next Wave            | Эрик                               | эпизод: Captains Courageous                  |
| 1998—2000 | Китайский городовой                | Martial Law                         | Рид Пэкстон                        | эпизод: Funny Money                          |
| 1998—2020 | Уилл и Грейс                       | Will & Grace                        | Керт                               | эпизод: Staking Care of Business             |
| 1998—2006 | Зачарованные                       | Charmed                             | Крейг Уилсон                       | эпизод: A Witch's Tail: Part I               |
| 2002—2006 | Непослушные родители               | Still Standing                      | Стив Аптон                         | эпизод: Still in School                      |
| 2004—2010 | Остаться в живых                   | Lost                                | Питер Росс, второй пилот рейса 316 | эпизод: Namaste                              |
| 2005—н.в. | Мыслить как преступник             | Criminal Minds                      | Итан Ховард                        | эпизод: The Tall Man                         |
| 2005—2020 | Сверхъестественное                 | Supernatural                        | Дэвид МакНамара                    | эпизод: Roadkill                             |
| 2006—2023 | Новые приключения старой Кристин   | The New Adventures of Old Christine | Брайан                             | эпизод: Tie Me Up, Do Not Tie Me Down        |
| 2008—2015 | Менталист                          | The Mentalist                       | Чип МакГэвин                       | эпизод: Black Cherry                         |
| 2009—2023 | Морская полиция: Лос-Анжделес      | NCIS: Los Angeles                   | Карлайл Хантингтон                 | эпизод: Live Free or Die Standing            |
| 2009—2012 | Гимнастки                          | Make It or Break It                 | сомелье                            | эпизод: Loves Me, Loves Me Not               |
| 2010—2015 | Красотки в Кливленде               | Hot in Cleveland                    | Ник                                | эпизод: Lost Loves                           |
| 2010—2011 | Необычная семья                    | No Ordinary Family                  | детектив Пирс                      | эпизод: No Ordinary Marriage                 |
| 2014—2016 | Фальсификация                      | Faking It                           | Брюс Купер                         | Повторяющаяся роль                           |
| 2015—2019 | Игроделы                           | Game Shakers                        | доктор Ливиц                       | 1 эпизод в 1-м и 1 эпизод в 2-м сезоне       |